# ایسوکه آتسومی
ایسوکه آتسومی (ژاپنی: 渥美 瑛亮؛ زادهٔ ۱ فوریهٔ ۱۹۹۵) یک بازیکن فوتبال اهل ژاپن است.
از باشگاه‌هایی که در آن بازی کرده‌است می‌توان به باشگاه فوتبال آزول کلارو نومازو اشاره کرد.